# Boumerdès
Boumerdès is een stad in Algerije en is de hoofdplaats van de provincie Boumerdès.
Boumerdès telde in 1998 zo'n 28.500 inwoners. Deze kuststad was onder het Frans bestuur gekend als Rocher Noir.